# Zoroaster alternicanthus
Zoroaster alternicanthus is een zeester uit de familie Zoroasteridae.
De wetenschappelijke naam van de soort werd in 2006 gepubliceerd door Donald George McKnight.